# Orto botanico dell'Università di Hokkaidō
L'orto botanico dell'Università di Hokkaido (in giapponese 北海道大学植物園?, Hokkaidō Daigaku Shokubutsuen), è un orto botanico dell'Università di Hokkaido, a Sapporo.

## Storia e descrizione
L'orto botanico venne istituito nel 1886 per volere di Kingo Miyabe ed è il più antico del Giappone, secondo solo all'orto botanico di Koishikawa. Nel 2004 subì dei gravi danni dovuti ad un tifone.
Il giardino ospita una parte della foresta che precedentemente copriva la pianura di Ishikari, oltre a 4 000 specie di piante, tra cui piante alpine, piante selvatiche della regione di Hokkaidō ed il più antico lillà di Sapporo. Nel giardino sono inoltre custodite le prime case di Hokkaidō, una serra tropicale e il Museo di storia naturale, istituito nel 1884, che espone manufatti Ainu, reperti archeologici e biologici locali ed il corpo imbalsamato di Taro, uno dei due cani da slitta sopravvissuto durante una missione giapponese in Antartide nel 1958.